# Аляев, Юрий Геннадьевич
Ю́рий Генна́дьевич Аля́ев (род. 24 марта 1942 года, Пензенская область, СССР) — советский и российский уролог, член-корреспондент РАМН (2002), член-корреспондент РАН (2014).
Почетный заведующий кафедрой урологии ФГАОУ ВО Первого Московского государственного медицинского университета имени И. М. Сеченова Министерства здравоохранения Российской Федерации (Сеченовский университет). Председатель Российского общества урологов, Главный редактор журнала «Урология», председатель диссертационного совета (0208.040.11).
Под руководством Ю. Г. Аляева и при его научном консультировании защищены 76 диссертаций, 30 докторских и 46 кандидатских. Создатель собственной научной школы.
С 1973 года разработал и внедрил в России торакоабдоминальные доступы к почке, одним из первых стал использовать органосохраняющие операции при раке почки у пациентов с здоровым контралатеральным органом, первым в России разработал и внедрил с 2009 года 3D-технологии при операциях на почке, создал классификацию видов резекции почки.
Проводит активную работу по постдипломному обучению, инициатор и создатель обучающих модулей, автор Российских клинических рекомендаций «Урология».

## Биография
Родился 24 марта 1942 года в Пензенской области.
В 1965 году — с отличием окончил Башкирский медицинский институт, затем, с 1965 по 1967 годы работал хирургом Стерлитамакской городской больницы.
В 1973 году — под руководством Ю. А. Пытеля защитил кандидатскую диссертацию, тема: «Топографо-анатомическая и клиническая оценка оперативных доступов у больных раком почки», затем 2 года работал ординатором в 20 городской клинической больницы Москвы.
С 1975 года — ассистент, с 1984 — доцент кафедры урологии 1-го Московского медицинского института имени И. М. Сеченова.
В 1989 году — защитил докторскую диссертацию, тема: «Расширенные, комбинированные и органосохраняющие операции у больных раком почки».
В 1991 году — присвоено звание профессора кафедры урологии Московской медицинской академии имени И. М. Сеченова, где более 15 лет заведовал учебной частью кафедры.
В 1998 году — сменил Ю. А. Пытеля на должности заведующего кафедрой урологии.
В 2002 году — был избран членом-корреспондентом РАМН.
С 2011 года — руководитель организованного по инициативе ректора Первого МГМУ имени И. М. Сеченова, члена-корреспондента РАМН, профессора П. В. Глыбочко, НИИ Уронефрологии и репродуктивного здоровья человека.
В 2014 году — стал членом-корреспондентом РАН (в рамках присоединения РАМН и РАСХН к РАН).
В 2019 году — по решению Генеральной ассамблеи Европейской ассоциации урологов был удостоен звания почетного члена Европейской ассоциации урологов.

## Научная деятельность
Специалист в области урологии.
Одним из первых и единственный из урологов оперировал 62 наиболее тяжелых больных в барооперационной (в условиях гипербарической оксигенации при избыточном давлении 2-4 атмосферы).
Пионер внедрения в России торакоабдоминальных доступов при раке почки, а также использования при этом заболевании расширенных, комбинированных и органосохраняющих операций.
Первый уролог, внедривший 3D-планирование операций больным раком почки и коралловидным литиазом.  Под его руководством этим больным внедрены виртуальные операции в многовариантном исполнении для выбора наиболее целесообразной в реальных условиях. В последнее время такие "пробные" операции осуществляют на 3D-принтинговых (напечатанных) макетах, создание которых освоено в Институте урологии и репродуктивного здоровья Сеченовского Университета.
Автор более 1483 научных публикаций, среди них 61 печатное издание, 14 монографий, 42 книги и учебно-методических руководств, 5 учебников «Урология» и «Иллюстрированный практикум по урологии» для студентов медицинских вузов, 20 патентов. Автор 11 изобретений, а также рационализаторского предложения «Способ обезболивания при эмболизации почечной артерии». 

## Награды
- Орден Дружбы (2008)[2]
- Орден Почёта (2016)[3]
- Заслуженный деятель науки Российской Федерации (2004)[4]
- Знак «Отличник здравоохранения» (2002)